# Flute Fiesta
Flute Fiesta è un album di James Last e Berdien Stenberg.

## Tracce
1. Ayacucho – 2:37
2. Concierto de Aranjuez – 3:53
3. April in Portugal (Coimbra) El Porompompero – 4:12
4. Torna a Surriento – 2:56
5. Who Pays the Ferryman – 2:31
6. Drina March (mars Na Drini) – 3:27
7. Jerusalem, Jerusalem (Yerushala 'Im Shelzahav) Dona, Dona (Dos Kelbl) – 5:07
8. Indicativo – 1:41
9. La Malagueña Salerosa – 5:55
10. Paris S'Eveille – 3:05
11. The Girl From Ipanema – 3:09